# 쿠리그람구

방글라데시 쿠리그람구

쿠리그람구(벵골어: কুড়িগ্রাম জেলা)는 방글라데시 랑푸르주에 위치한 구역이다. 이 지역은 인도와의 국경을 따라 방글라데시 북부에 위치해 있다. 인도 통치하에서, 그 지역은 마하쿠마로 조직되었고 1984년까지 구로 설립되지 않았다.

## 어원
"쿠리그람"이라는 이름은 쿠리와 그람이라는 단어에서 유래되었다. 쿠리는 "스물"을 의미하고 그람은 콜어로 "마을"을 의미한다. 콜어는 이전에 그 지역에서 사용되었던 문다어이다.

## 역사
이 지역은 역사적으로 고라바르한(오늘날의 마하스탄가르) 또는 캄룹(오늘날의 아삼주)의 일부로 간주되어 왔다. 캄룹 왕국이 여러 작은 왕국으로 나뉘었을 때, 쿠리그람 지역의 북쪽 절반은 새로운 정치인 쿠치 베하르 왕국에 의해 통제되었고, 남쪽 절반은 우아리 왕국의 일부가 되었다.
12세기 초, 칸 왕조는 차크라드화지와 닐람보르와 같은 왕들에 의해 쿠리그람 지역에서 강력한 세력으로 부상했다. 이 새로운 왕조의 수도는 오늘날 울리푸루파질라에서 발견된 차트라에 위치했다. 1418년 구로의 술탄 호센 샤가 닐람바르를 공격하여 격파했다. 닐람바르는 전투에서 전사했고 이 지역은 무슬림의 지배하에 놓였고, 결국 무굴 제국의 일부가 되었다.
영국 정권이 인도를 장악하자 동인도 회사의 중개인인 하레 람과 데비 싱이 데비안(컨트롤러)으로 이 지역을 담당하게 되었다. 1770년 영국 동인도 회사의 잘못된 경영은 벵골 대기근을 일으켰고, 토착민 쿠리그람인이 이끄는 수많은 반란을 일으켰다. 당시 쿠리그람은 하나의 행정 구역이 아니라 보로바리, 울리푸르, 치마리, 나게슈와리로 나뉘었다.
1875년 4월 22일 영국 정부는 "쿠리간지"라는 이름으로 쿠리그람 마하쿠마를 설립했다. 쿠리그람, 랄모니르하트, 울리푸르, 칠마리, 루마리, 나게슈와르, 부룽가마리, 풀바리라고 불리는 8개의 도시로 구성되어 있었다. 1984년 2월 1일에 신설되었으며 현재는 9개의 우파질라로 구성되어 있다.

## 인구
| 연도     | 인구      | ±% p.a. |
| -------- | --------- | ------- |
| 1974     | 1,117,434 | —       |
| 1981     | 1,307,824 | +2.27%  |
| 1991     | 1,603,034 | +2.06%  |
| 2001     | 1,792,073 | +1.12%  |
| 2011     | 2,069,073 | +1.45%  |
| 2022     | 2,329,161 | +1.08%  |
| Sources: |           |         |

2011년 방글라데시 인구 조사에 따르면 쿠리그람구의 인구는 2,069,073명이며, 이 중 남자는 1,010,442명, 여자는 1,058,831명이다. 농촌 인구는 174만 2779명(84.22%), 도시 인구는 32만 6494명(15.78%)이었다. 7세 이상 인구의 문맹률은 42.52%로 남성 46.49%, 여성 38.80%였다.

## 사회 기반 시설

### 건강
쿠리그람에는 1개의 정부 병원, 2개의 개인 병원, 1개의 안과 병원이 있다. 이 밖에도 관내에는 8개의 우파질라급 보건 단지와 산부인과, 결핵 클리닉 등이 있다. 그 지역은 100% 예방 접종 보장 확대 프로그램, 96% 위생 보장, 96% 순수 식수 보장을 가지고 있다.

## 교육
방글라데시의 다른 지역과 마찬가지로 교육을 위한 4단계 시스템이 있다. 학생들은 초등학교에서 5년, 중등학교에서 5년, 고등학교에서 2년, 고등학교에서 4년에서 9년을 보낸다. 1개의 농업대학, 43개의 단과대학, 257개의 고등학교, 563개의 등록된 초등학교와 552개의 등록되지 않은 초등학교, 224개의 마드라사, 1개의 폴리테크니컬 스쿨, 1개의 전문학교와 전문대학이 있다. 벵골어와 함께, 영어는 모든 수준의 교육에서 의무적이다.

## 같이 보기
- 방글라데시의 구